# Авула, Партасарати
Партасарати Авула (англ. Parthasarathy Avula) — индийский философ
 и писатель
, автор 11 книг, основатель Академии Веданты в Индии.

## Биография
Партасарати, или Свамиджи, как к нему многие обращаются, родился 8 июня 1927 года в Мадрасе на юге Индии. Он закончил Мадрасский университет со степенью бакалавра по специальностям: юриспруденция, литература, математика и физика. Затем продолжил свое обучение в Лондонском университете в Великобритании, где получил диплом магистра международного права. Вернувшись на родину, Партасарати познакомился с известным учителем веданты Свами Чинмайанандой и стал посещать его лекции. Вскоре он принял решение оставить карьеру, а также процветающий судоходный бизнес своей семьи и посвятить свою жизнь изучению и распространению идей веданты — древней философии Индии. Почти 15 лет Партасарати провел в «Миссии Чинмайананды». Его вдохновением были не только древние священные писания Индии, такие как Упанишады и Бхагавадгита, но и записи лекций Свами Рама Тиртхи, изданные семитомником «В Лесах Самореализации».
На протяжении последних 60 лет Свамиджи неутомимо знакомит мир с мудростью веданты, помогающей человеку сочетать жизненный динамизм с душевным покоем. В свои 93 года Свамиджи ежедневно занимается йогой и бегом. Он опытный спортсмен, играющий в крикет с юности.
О жизни Свамиджи и его деятельности можно более подробно узнать из следующих книгаx:
- Гордость Индии: 101 великий индиец ХХ столетия
- 101 великий святой Индии
- 101 великий поэт и писатель Индии

В книге «Мудрость Гуру: беседы с духовными учителями» Свамиджи назван одним из 20 выдающихся философов мира.

## Академия Веданты
В 1988 году Свамиджи основал Академию Веданты, где обучается молодежь со всего мира. Академия расположена в 108 километрах от города Мумбаи в живописном месте, окруженном горной цепью Западные Гаты.
Полный курс обучения в Академии Веданты составляет 3 года. В программу обучения входят такие тексты как избранные Упанишады, «Бхагавад Гита», «Атма Бодха», «Бхаджа Говиндам», «Трактат о веданте», избранные английские поэмы и т. д.
День в академии начинается в 4:15 утра и заканчивается в 9 вечера. В академии практикуют четыре вида йоги. Джняна-йога, путь знаний, когда студенты посещают лекции, встречаются на групповых дискуссиях, а также самостоятельно осмысляют пройденный материал и пишут по нему экзамены. Карма-йога, путь действия, когда студенты занимаются каким-либо видом работы, проявляя инициативу и самоотдачу. Бхакти-йога, путь любви, когда ученики посещают бхаджаны, где они поют и играют на различных инструментах. Хатха-йога, практика асан и пранайамы, на которую отводится время с 6:20 до 7 утра. В академии есть спортзал, футбольное поле, поле для игры в крикет, баскетбольная и теннисная площадки, а также беговая дорожка.

## Книги
Партасарати — автор 11 книг, четыре из которых стали бестселлерами.
- Упадок человеческого разума
- Холокост привязанности
- Трактат о веданте: вечные истины
- Управление бизнесом и отношениями
- Символика индуистских богов и ритуалов
- Книга о Боге

- Избранные английские поэмы с комментариями
- Комментарии к «Бхагавад Гите»
- Комментарии к «Атма Бодхе»
- Комментарии к «Бхаджа Говиндам»
- Комментарии к избранным Упанишадам

## Лекции и семинары
Философские открытия Свамиджи, его лекции и семинары широко представлены на телевидении и в печати. Более 40 лет Свамиджи постоянно путешествует по миру, вдохновляя лекциями по веданте престижные организации, университеты и корпорации, такие как:
НАСА (NASA), Брукхейвенская национальная лаборатория, Майкрософт, Всемирный экономический форум, крикетная команда Индии, Организация предпринимателей (EO), Организация президентов (YPO / WPO), Гарвардский университет, Уортонская школа бизнеса, Кембриджский университет, Фестиваль идей в Аспене и т. д.

## Цитаты
- Способность мыслить, рассуждать — это искусство. Его нужно осваивать и совершенствовать. Подобно тому, как мы осваиваем музыкальный инструмент, игру в шахматы или какой-либо вид спорта.
- Вы — творцы собственных побед. Вы — творцы собственных поражений. Вы сами созидаете себя. Вы сами разрушаете себя.
- Любовь, обезображенная эгоцентризмом, эгоизмом, становится привязанностью.
- Ваш дом должен быть центром, а не границей любви.
- Не позволяйте сегодняшнему счастью зависеть от завтрашних приобретений.
- Не пытайтесь искать счастье в области восприятий, эмоций и мыслей. Вместо этого, откройте источник счастья внутри своего Я.
- Ты — не тело, не эмоции, не разум. Ты есть Высшее Я. Познай себя.